# Beata Parkanová
Beata Parkanová, née le 18 janvier 1985 à Třebíč (Tchécoslovaquie), est une cinéaste et écrivaine tchèque.

## Biographie
Beata Parkanová est née à Třebíč, mais sa famille est de Velké Meziříčí, où elle a grandi. Plus tard, elle déménage avec sa famille à Jihlava, où elle commence sa scolarité en lycée, avant de la poursuivre à Prague, où elle passe son examen de maturité au lycée Josef-Škvorecký. 
À partir de 2005, elle écrit et publie plusieurs livres destinés aux enfants.
Elle reprend ensuite des études au département d'écriture de scénarios et de dramaturgie de l'Académie tchèque des arts de la scène (FAMU).
En 2018, elle écrit le scénario et réalise le film Moments (Chvilky), tourné à Velké Meziříčí et à Jihlava sur le plateau tchéo-morave (Vysočina). Elle est nommée lors des Prix de la critique tchèque (cs) 2018-2019 pour le prix de la découverte de l'année (Cena innogy pro objev roku) et l'actrice principale Jenovéfa Boková obtient le lion tchèque de la meilleure actrice dans un premier rôle.

## Œuvres

### Livres pour enfants
- Moje vtipný peklo, 2005  (ISBN 978-80-9032821-1)
- Od sebe, k sobě, 2012  (ISBN 978-80-8716938-4)
- Děti dětem : hrajeme si, 2013
- Basík a Housík, 2015  (ISBN 978-80-2608720-5)

### Filmographie
- 2011 : O Tondovi, který svítil, court-métrage (scénario)
- 2013 : Kdo neskáče, není Čech (cs), série télévisée de Juraj Šajmovič ml. (scénario)
- 2015 : Andílek na nervy (cs), comédie de Juraj Šajmovič jr. (scénario)
- 2018 : Moments (Chvilky) (réalisation et scénario)
- 2022 : Parole (cs) (Slovo) (réalisation et scénario)
- 2024 : Tiny Lights (Světýlka) (réalisation et scénario)

## Crédit d'auteurs
- (cs) Cet article est partiellement ou en totalité issu de l’article de Wikipédia en tchèque intitulé « Beata Parkanová » (voir la liste des auteurs).